# Tocro pit-roig
El Tocro pit-roig
(Odontophorus speciosus) és una espècie d'ocell de la família dels odontofòrids (Odontophoridae) que habita la selva humida dels Andes de l'est de l'Equador, est del Perú i centre de Bolívia.